# Grammy Award for Best Country Song

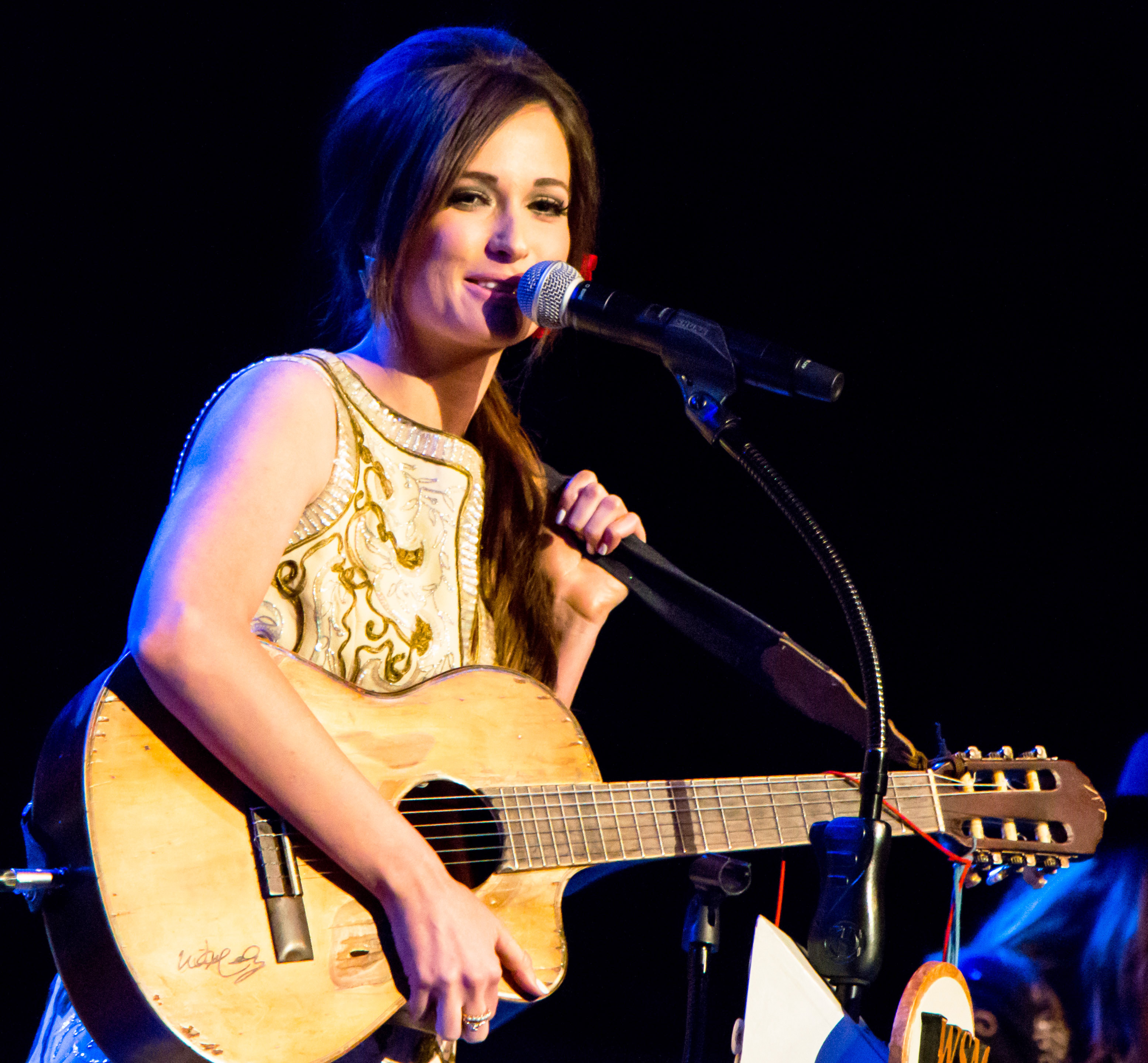
Für ihr Lied Space Cowboy hat Kacey Musgraves 2019 den Grammy Award for Best Country Song erhalten

Der Grammy Award for Best Country Song, auf Deutsch „Grammy-Auszeichnung für den besten Country-Song“, manchmal auch als „Country Songwriters Award“ bezeichnet, ist ein Musikpreis, der seit 1965 von der Recording Academy in Los Angeles verliehen wird. Ausgezeichnet werden Songwriter für qualitativ hochwertige Lieder aus dem Bereich der Country-Musik.

## Geschichte und Hintergrund
Die seit 1959 verliehenen Grammy Awards werden jährlich in zahlreichen Kategorien von der Recording Academy in den Vereinigten Staaten vergeben, um künstlerische Leistung, technische Kompetenz und hervorragende Gesamtleistung ohne Rücksicht auf die Album-Verkäufe oder Chart-Position zu würdigen. Eine dieser Kategorien ist der seit 1965 verliehene Grammy Award for Best Country Song.
Der Preis wird an den Liedtexter und nicht an Interpreten des Liedes vergeben, es sei denn, der Interpret ist gleichzeitig der Liedtexter.
Der Name der Auszeichnung wurde mehrfach geändert:
- Von 1965 bis 1968 hieß die Auszeichnung Best Country & Western Song
- Von 1969 bis 1983 war der Name des Preises Best Country Song
- 1984 wurde der als Best New Country Song vergeben
- Seit 1985 wird er wieder als Best Country Song verliehen.

Die Grammy Awards werden jährlich für im Vorjahr veröffentlichte Werke vergeben.

## Gewinner und Nominierte
| Jahr                 | Songwriter                                                  | Bild des Songwriters   | Titel                                                          | Interpret(en)                                   | Weitere nominierte Songwriter (Interpreten in Klammer) |
| -------------------- | ----------------------------------------------------------- | ---------------------- | -------------------------------------------------------------- | ----------------------------------------------- | --- |
| 1965                 | Roger Miller                                                |                        | Dang Me                                                        | Roger Miller                                    | - Dottie West & Bill West für „Here Comes My Baby“ (Dottie West) - Bill Anderson für „Once a Day“ (Connie Smith) - Betty Sue Perry für „Wine, Women, and Song“ (Loretta Lynn) - Sonny James & Bob Tubert für „You’re the Only World I Know“ (Sonny James) |
| 1966                 | Roger Miller                                                |                        | King of the Road                                               | Roger Miller                                    | - Ted Harris für „Crystal Chandelier“ (Charley Pride) - Lew DeWitt für „Flowers on the Wall“ (The Statler Brothers) - Neal Merritt für „May the Bird of Paradise Fly Up Your Nose“ (Little Jimmy Dickens) - Carl Belew, B. J. Moore, Eddie Busch für „What’s He Doing in My World“ (Eddy Arnold) |
| 1967                 | Billy Sherrill & Glenn Sutton                               |                        | Almost Persuaded                                               | David Houston                                   | - Hank Cochran für „Don’t Touch Me“ (Jeannie Seely) - Roger Miller für „Husbands and Wives“ (Roger Miller) - Tompall Glaser & Harlan Howard für „The Streets of Baltimore“ (Bobby Bare) - Dallas Frazier für „There Goes My Everything“ (Jack Greene) |
| 1968                 | John Hartford                                               |                        | Gentle on My Mind                                              | Glen Campbell                                   | - John D. Loudermilk für „Break My Mind“ (George Hamilton IV) - Bill Anderson für „The Cold Hard Facts of Life“ (Porter Wagoner) - Don Robertson, John Crutchfield & Doris Clement für „Does My Ring Hurt Your Finger“ (Charley Pride) - Dale Noe für „It’s Such a Pretty World Today“ (Wynn Stewart) |
| 1969                 | Bobby Russell                                               |                        | Little Green Apples                                            | Roger Miller                                    | - Curly Putman & Bobby Braddock für „D-I-V-O-R-C-E“ (Tammy Wynette) - Tom T. Hall für „Harper Valley PTA“ (Jeannie C. Riley) - Bobby Russell für „Honey“ (Bobby Goldsboro) - Glenn Tubb & Jack Moran für „Skip a Rope“ (Henson Cargill) |
| 1970                 | Shel Silverstein                                            |                        | A Boy Named Sue                                                | Johnny Cash                                     | - Dallas Frazier & A. L. Owens für „All I Have To Offer You is Me“ (Charley Pride) - Billy Sherrill & Tammy Wynette für „Stand by Your Man“ (Tammy Wynette) - Don Sumner für „The Things That Matter“ (Van Trevor) - Marty Robbins für „You Gave Me a Mountain“ (Marty Robbins) |
| 1971                 | Marty Robbins                                               |                        | My Woman, My Woman, My Wife                                    | Marty Robbins                                   | - Merle Haggard für „The Fightin’ Side of Me“ (Merle Haggard) - Conway Twitty für „Hello Darlin’“ (Conway Twitty) - Glenn Martin & Dave Kirby für „Is Anybody Goin’ to San Antone“ (Charley Pride) - Bill Rice für „Wonder Could I Live There Anymore“ (Charley Pride) |
| 1972                 | Kris Kristofferson                                          |                        | Help Me Make It Through the Night                              | Sammi Smith                                     | - Freddie Hart für „Easy Loving“ (Freddie Hart) - Kris Kristofferson für „For the Good Times“ (Ray Price) - Kris Kristofferson & Fred Foster für „Me and Bobby McGee“ (Gordon Lightfoot) - Joe South für „(I Never Promised You a) Rose Garden“ (Lynn Anderson) |
| 1973                 | Ben Peters                                                  |                        | Kiss an Angel Good Mornin’                                     | Charley Pride                                   | - Alex Harvey & Larry Collins für „Delta Dawn“ (Tanya Tucker) - Donna Fargo für „Funny Face“ (Donna Fargo) - Donna Fargo für „The Happiest Girl in the Whole USA“ (Donna Fargo) - Gary S. Paxton für „Woman (Sensuous Woman)“ (Don Gibson) |
| 1974                 | Kenny O’Dell                                                |                        | Behind Closed Doors                                            | Charlie Rich                                    | - Billy Davis & Dottie West für „Country Sunshine“ (Dottie West) - Rory Bourke, Billy Sherrill & Norro Wilson für „The Most Beautiful Girl“ (Charlie Rich) - Tom T. Hall für „Old Dogs, Children, and Watermelon Wine“ (Tom T. Hall) - Kris Kristofferson für „Why Me“ (Kris Kristofferson) |
| 1975                 | Norro Wilson & Billy Sherrill                               |                        | A Very Special Love Song                                       | Charlie Rich                                    | - Anita Pointer & Bonnie Pointer für „Fairytale“ (The Pointer Sisters) - Ray Pennington für „I’m a Ramblin’ Man“ (Waylon Jennings) - Merle Haggard für „If We Make it Through December“ (Merle Haggard) - Janice Torre & Fred Spielman für „Paper Roses“ (Marie Osmond) |
| 1976                 | Chips Moman & Larry Butler                                  |                        | (Hey Won’t You Play) Another Somebody Done Somebody Wrong Song | B. J. Thomas                                    | - Vivian Keith & Ben Peters für „Before the Next Teardrop Falls“ (Freddy Fender) - Fred Rose für „Blue Eyes Crying in the Rain“ (Willie Nelson) - Jessi Colter für „I’m Not Lisa“ (Jessi Colter) - John Martin Sommers für „Thank God I’m a Country Boy“ (John Denver) |
| 1977                 | Larry Gatlin                                                |                        | Broken Lady                                                    | Larry Gatlin                                    | - Bob McDill & Dickey Lee für „The Door is Always Open“ (Dave & Sugar) - Paul Craft für „Dropkick Me Jesus“ (Bobby Bare) - Charlie Rich & Billy Sherrill für „Everytime You Touch Me I Get High“ (Charlie Rich) - Paul Craft für „Hank Williams You Wrote My Life“ (Moe Bandy) |
| 1978                 | Richard Leigh                                               |                        | Don’t It Make My Brown Eyes Blue                               | Crystal Gayle                                   | - Glenn Frey & Don Henley für „Desperado“ (Johnny Rodriguez) - Archie Jordan & Hal David für „It Was Almost Like a Song“ (Ronnie Milsap) - Roger Bowling & Hal Bynum für „Lucille“ (Kenny Rogers) - Bobby Emmons & Chips Moman für „Luckenbach, Texas“ (Waylon Jennings) |
| 1979                 | Don Schlitz                                                 |                        | The Gambler                                                    | Kenny Rogers                                    | - Jan Dyer & Jeffrey Tweel für „Every Time Two Fools Collide“ (Kenny Rogers & Dottie West) - Archie Jordan & Naomi Martin für „Let’s Take the Long Way Around the World“ (Ronnie Milsap) - Ed Bruce & Patsy Bruce für „Mamas Don’t Let Your Babies Grow Up to Be Cowboys“ (Willie Nelson & Waylon Jennings) - David Allen Coe für „Take This Job and Shove It“ (Johnny Paycheck) |
| 1980                 | Debbie Hupp & Bob Morrison                                  |                        | You Decorated My Life                                          | Kenny Rogers                                    | - Larry Gatlin für „All the Gold in California“ (Larry Gatlin & the Gatlin Brothers) - Johnny Mullins für „Blue Kentucky Girl“ (Emmylou Harris) - Milton Brown, Steve Dorff & Snuff Garrett für „Every Which Way But Loose“ (Eddie Rabbitt) - David Bellamy für „If I Said You Had a Beautiful Body Would You Hold It Against Me“ (The Bellamy Brothers) |
| 1981                 | Willie Nelson                                               |                        | On the Road Again                                              | Willie Nelson                                   | - David Malloy, Eddie Rabbitt & Even Stevens für „Drivin’ My Life Away“ (Eddie Rabbitt) - Bobby Braddock & Curly Putman für „He Stopped Loving Her Today“ (George Jones) - Roger Cook & Sam Hogin für „I Believe in You“ (Don Williams) - Bob Morrison, Wanda Mallette & Patti Ryan für „Lookin’ for Love“ (Johnny Lee) |
| 1982                 | Dolly Parton                                                |                        | 9 to 5                                                         | Dolly Parton                                    | - Dallas Frazier für „Elvira“ (The Oak Ridge Boys) - Kye Fleming & Dennis Morgan für „I Was Country When Country Wasn’t Cool“ (Barbara Mandrell) - Ed Penney & Jerry Gillespie für „Somebody’s Knockin'“ (Terri Gibbs) - Larry Collins & Sandy Pinkard für „You’re the Reason God Made Oklahoma“ (David Frizzell & Shelly West) |
| 1983                 | Wayne Carson, Johnny Christopher & Mark James               |                        | Always on My Mind                                              | Willie Nelson                                   | - Dewayne Blackwell für „I’m Gonna Hire a Wino to Decorate Our Home“ (David Frizzell) - Kye Fleming & Dennis Morgan für „Nobody“ (Sylvia) - Don Goodman, Pam Rose & Mary Ann Kennedy für „Ring on Her Finger, Time on Her Hands“ (Lee Greenwood) - Tim DuBois für „She Got the Goldmine (I Got the Shaft)“ (Jerry Reed) |
| 1984                 | Mike Reid                                                   |                        | Stranger in My House                                           | Ronnie Milsap                                   | - Deborah Allen, Rory Bourke & Rafe Van Hoy für „Baby I Lied“ (Deborah Allen) - Kerry Chater & Austin Roberts für „I.O.U.“ (Lee Greenwood) - Randy Owen für „Lady Down on Love“ (Alabama) - Tommy Rocco, Charlie Black & Rory Bourke für „A Little Good News“ (Anne Murray) |
| 1985                 | Steve Goodman                                               |                        | City of New Orleans                                            | Willie Nelson                                   | - Hank Williams Jr. für „All My Rowdy Friends Are Coming Over Tonight“ (Hank Williams Jr.) - J. D. Souther für „Faithless Love“ (Glen Campbell) - Lee Greenwood für „God Bless the U.S.A.“ (Lee Greenwood) - Kenny O’Dell für „Mama He’s Crazy“ (The Judds) |
| 1986                 | Jimmy Webb                                                  |                        | Highwayman                                                     | The Highwaymen                                  | - Bob McDill für „Baby’s Got Her Blue Jeans On“ (Mel McDaniel) - Guy Clark für „Desperados Waiting for a Train“ (The Highwaymen) - Dave Loggins, Lisa Silver & Don Schlitz für „40 Hour Week (For a Livin')“ (Alabama) - Rosanne Cash & Rodney Crowell für „I Don’t Know Why You Don’t Want Me“ (Rosanne Cash) - Mike Reid, Troy Seals & Fred Parris für „Lost in the Fifties Tonight (In the Still of the Night)“ (Ronnie Milsap) - Kent Robbins für „Love Is Alive“ (The Judds)                                                                                  |
| 1987                 | Jamie O’Hara                                                |                        | Grandpa (Tell Me ’Bout the Good Ol’ Days)                      | The Judds                                       | - Holly Dunn für „Daddy’s Hands“ (Holly Dunn) - Steve Earle für „Guitar Town“ (Steve Earle) - Dwight Yoakam für „Guitars, Cadillacs“ (Dwight Yoakam) - Kendal Franceschi & Quentin Powers für „Whoever’s in New England“ (Reba McEntire) |
| 1988                 | Paul Overstreet & Don Schlitz                               |                        | Forever and Ever, Amen                                         | Randy Travis                                    | - Sanger D. Shafer & Lyndia J. Shafer für „All My Ex’s Live in Texas“ (George Strait) - K. T. Oslin für „80’s Ladies“ (K. T. Oslin) - Todd Cerney, Mary Ann Kennedy, Pat Bunch & Pam Rose für „I’ll Still Be Loving You“ (Restless Heart) - Betsy Cook & Linda Thompson für „Telling Me Lies“ (Dolly Parton, Linda Ronstadt & Emmylou Harris) |
| 1989                 | K. T. Oslin                                                 |                        | Hold Me                                                        | K. T. Oslin                                     | - Vern Gosdin & Max D. Barnes für „Chiseled in Stone“ (Vern Gosdin) - Rodney Crowell für „I Couldn’t Leave You If I Tried“ (Rodney Crowell) - Lyle Lovett für „She’s No Lady“ (Lyle Lovett) - Homer Joy für „Streets of Bakersfield“ (Dwight Yoakam mit Buck Owens) |
| 1990                 | Rodney Crowell                                              |                        | After All This Time                                            | Rodney Crowell                                  | - Clint Black & Hayden Nicholas für „A Better Man“ (Clint Black) - k.d. lang & Ben Mink für „Luck in My Eyes“ (k.d. lang) - John Hiatt für „She Don’t Love Nobody“ (The Desert Rose Band) - Hank Williams für „There’s a Tear in My Beer“ (Hank Williams & Hank Williams Jr.) |
| 1991                 | Don Henry & Jon Vezner                                      |                        | Where’ve You Been                                              | Kathy Mattea                                    | - K.T. Oslin, Rory Michael Bourke & Charlie Black für „Come Next Monday“ (K.T. Oslin) - Tony Arata für „The Dance“ (Garth Brooks) - DeWayne Blackwell & Earl Bud Lee für „Friends in Low Places“ (Garth Brooks) - Vince Gill & Tim DuBois für „When I Call Your Name“ (Vince Gill) |
| 1992                 | John Barlow Jarvis, Naomi Judd & Paul Overstreet            |                        | Love Can Build a Bridge                                        | The Judds                                       | - Alan Jackson, Roger Murrah & Keith Stegall für „Don’t Rock the Jukebox“ (Alan Jackson) - Mary Chapin Carpenter für „Down at the Twist and Shout“ (Mary Chapin Carpenter) - Dolly Parton für „Eagle When She Flies“ (Dolly Parton) - Travis Tritt für „Here’s a Quarter (Call Someone Who Cares)“ (Travis Tritt) |
| 1993                 | Vince Gill & John Barlow Jarvis                             |                        | I Still Believe in You                                         | Vince Gill                                      | - Don Von Tress für „Achy Breaky Heart“ (Billy Ray Cyrus) - Richard Leigh & Layng Martine Jr. für „The Greatest Man I Never Knew“ (Reba McEntire) - Mary Chapin Carpenter & Don Schlitz für „I Feel Lucky“ (Mary Chapin Carpenter) - Dave Loggins für „She Is His Only Need“ (Wynonna Judd) |
| 1994                 | Lucinda Williams                                            |                        | Passionate Kisses                                              | Mary Chapin Carpenter                           | - Kostas & James House für „Ain’t That Lonely Yet“ (Dwight Yoakam) - Alan Jackson & Jim McBride für „Chattahoochee“ (Alan Jackson) - Sandy Knox & Billy Stretch für „Does He Love You“ (Reba McEntire & Linda Davis) - Mary Chapin Carpenter für „The Hard Way“ (Mary Chapin Carpenter) |
| 1995                 | Gary Baker & Frank J. Myers                                 |                        | I Swear                                                        | John Michael Montgomery                         | - Burton Banks Collins & Karen Taylor-Good für „How Can I Help You Say Goodbye“ (Patty Loveless) - Gretchen Peters für „Independence Day“ (Martina McBride) - Mary Chapin Carpenter für „Shut Up and Kiss Me“ (Mary Chapin Carpenter) - Vince Gill & Michael Omartian für „When Love Finds You“ (Vince Gill) |
| 1996                 | Vince Gill                                                  |                        | Go Rest High on That Mountain                                  | Vince Gill                                      | - Robert John „Mutt“ Lange & Shania Twain für „Any Man Of Mine“ (Shania Twain) - Bob McDill für „Gone Country“ (Alan Jackson) - Maribeth Derry, Steve Diamond & Jennifer Kimball für „I Can Love You Like That“ (John Michael Montgomery) - Gretchen Peters für „You Don’t Even Know Who I Am“ (Patty Loveless) |
| 1997                 | Bill Mack                                                   |                        | Blue                                                           | LeAnn Rimes                                     | - Angelo Petraglia, Larry Gottlieb & Kim Richey für „Believe Me Baby (I Lied)“ (Trisha Yearwood) - Vince Gill für „High Lonesome Sound“ (Vince Gill mit Alison Krauss & Union Station) - Junior Brown für „My Wife Thinks You’re Dead“ (Junior Brown) - Matraca Berg & Gary Harrison für „Strawberry Wine“ (Deana Carter) |
| 1998                 | Bob Carlisle & Randy Thomas                                 |                        | Butterfly Kisses                                               | Bob Carlisle, Jeff Carson & the Raybon Brothers | - Pam Tillis für „All the Good Ones Are Gone“ (Pam Tillis) - Deana Carter & Rhonda Hart für „Did I Shave My Legs For This?“ (Deana Carter) - Bobby Wood, John Peppard & Garth Brooks für „In Another’s Eyes“ (Garth Brooks & Trisha Yearwood) - Stephony Smith für „It’s Your Love“ (Tim McGraw & Faith Hill) |
| 1999                 | Robert John „Mutt“ Lange & Shania Twain                     |                        | You’re Still the One                                           | Shania Twain                                    | - Billy Kirsh & Steve Wariner für „Holes in the Floor of Heaven“ (Steve Wariner) - Vince Gill & Troy Seals für „If You Ever Have Forever in Mind“ (Vince Gill) - Beth Nielsen Chapman, Robin Lerner & Annie Roboff für „This Kiss“ (Faith Hill) - Bob Dylan für „To Make You Feel My Love“ (Garth Brooks) |
| 2000                 | Robert John „Mutt“ Lange & Shania Twain                     |                        | Come On Over                                                   | Shania Twain                                    | - Marv Green, Chris Lindsey und Aimee Mayo für „Amazed“ (Lonestar) - Mike Curtis & Billy Yates für „Choices“ (George Jones) - Marcus Hummon & Martie Seidel für „Ready to Run“ (Dixie Chicks) - Bill Anderson & Steve Wariner für „Two Teardrops“ (Steve Wariner) |
| 2001                 | Mark D. Sanders & Tia Sillers                               |                        | I Hope You Dance                                               | Lee Ann Womack                                  | - Stephanie Bentley & Holly Lamar für „Breathe“ (Faith Hill) - Vince Gill für „Feels Like Love“ (Vince Gill) - Don Cook & David Malloy für „One Voice“ (Billy Gilman) - Michael Dulaney & Keith Follese für „The Way You Love Me“ (Faith Hill) |
| 2002                 | Robert Lee Castleman                                        |                        | The Lucky One                                                  | Alison Krauss & Union Station                   | - Gary Baker, Richie McDonald & Frank Myers für „I’m Already There“ (Lonestar) - Steven Dale Jones & Bobby Tomberlin für „One More Day“ (Diamond Rio) - Lisa Drew, Jamie O’Neal & Shaye Smith für „There Is No Arizona“ (Jamie O’Neal) - Roxie Dean, Jamie O’Neal & Sonny Tillis für „When I Think About Angels“ (Jamie O’Neal) |
| 2003                 | Alan Jackson                                                |                        | Where Were You (When the World Stopped Turning)                | Alan Jackson                                    | - Kelley Lovelace & Lee Thomas Miller für „The Impossible“ (Joe Nichols) - Darrell Scott für „Long Time Gone“ (Dixie Chicks) - Matt Serletic & Bernie Taupin für „Mendocino County Line“ (Willie Nelson & Lee Ann Womack) - Radney Foster & Pat Green für „Three Days“ (Pat Green) |
| 2004                 | Jim „Moose“ Brown & Don Rollins                             |                        | It’s Five O’Clock Somewhere                                    | Alan Jackson & Jimmy Buffett                    | - Scotty Emerick & Toby Keith für „Beer for My Horses“ (Willie Nelson & Toby Keith) - Brad Paisley für „Celebrity“ (Brad Paisley) - Robert John „Mutt“ Lange & Shania Twain für „Forever And For Always“ (Shania Twain) - Pat Green, David Neuhauser & Justin Pollard für „Wave on Wave“ (Pat Green) |
| 2005                 | Tim Nichols & Craig Wiseman                                 |                        | Live Like You Were Dying                                       | Tim McGraw                                      | - Rodney Crowell & Vince Gill für „It’s Hard to Kiss The Lips at Night That Chew Your Ass Out All Day Long“ (Notorious Cherry Bombs) - Loretta Lynn für „Miss Being Mrs.“ (Loretta Lynn) - Loretta Lynn & Allen Shamblin für „Portland Oregon“ (Loretta Lynn & Jack White) - John Rich & Gretchen Wilson für „Redneck Woman“ (Gretchen Wilson) |
| 2006                 | Bobby Boyd, Jeff Hanna & Marcus Hummon                      |                        | Bless the Broken Road                                          | Rascal Flatts                                   | - Brad Paisley für „Alcohol“ (Brad Paisley) - Vicky McGehee, John Rich & Gretchen Wilson für „All Jacked Up“ (Gretchen Wilson) - Keb Mo’, Martie Maguire, Natalie Maines & Emily Robison für „I Hope“ (Dixie Chicks) - Odie Blackmon für „I May Hate Myself in the Morning“ (Lee Ann Womack) |
| 2007                 | Hillary Lindsey, Brett James & Gordie Sampson               |                        | Jesus, Take the Wheel                                          | Carrie Underwood                                | - Brett Beavers, Dierks Bentley & Steve Bogard für „Every Mile a Memory“ (Dierks Bentley) - Matraca Berg & Jim Collins für „I Don’t Feel Like Loving You Today“ (Gretchen Wilson) - Melanie Castleman & Robert Lee Castleman für „Like Red on a Rose“ (Alan Jackson) - Steve Robson & Jeffrey Steele für „What Hurts the Most“ (Rascal Flatts) |
| 2008                 | Chris Tompkins & Josh Kear                                  |                        | Before He Cheats                                               | Carrie Underwood                                | - Bill Anderson, Buddy Cannon & Jamey Johnson für „Give It Away“ (George Strait) - Tony Lane & David Lee für „I Need You“ (Tim McGraw mit Faith Hill) - Tim McGraw, Brad Warren & Brett Warren für „If You’re Reading This“ (Tim McGraw) - Brett Beavers, Dierks Bentley & Steve Bogard für „Long Trip Alone“ (Dierks Bentley) |
| 2009                 | Jennifer Nettles                                            |                        | Stay                                                           | Sugarland                                       | - Ashley Gorley & Bob Regan für „Dig Two Graves“ (Randy Travis) - Rodney Clawson, Monty Criswell & Wade Kirby für „I Saw God Today“ (George Strait) - Jamey Johnson, Lee Thomas Miller & James Otto für „In Color“ (Jamey Johnson) - Ashley Gorley & Lee Thomas Miller für „You’re Gonna Miss This“ (Trace Adkins) |
| 2010                 | Liz Rose & Taylor Swift                                     |                        | White Horse                                                    | Taylor Swift                                    | - Casey Beathard & Tim James für „All I Ask For Anymore“ (Trace Adkins) - Jamey Johnson & James T. Slater für „High Cost of Living“ (Jamey Johnson) - Tom Douglas, Dave Haywood, Charles Kelley & Hillary Scott für „I Run to You“ (Lady Antebellum) - Bobby Braddock & Troy Jones für „People Are Crazy“ (Billy Currington) |
| 2011                 | Dave Haywood, Josh Kear, Charles Kelley & Hillary Scott     |                        | Need You Now                                                   | Lady Antebellum                                 | - Casey Beathard, Dean Dillon & Jessie Jo Dillon für „The Breath You Take“ (George Strait) - Zac Brown für „Free“ (Zac Brown Band) - Tom Douglas & Allen Shamblin für „The House That Built Me“ (Miranda Lambert) - Rivers Rutherford, Annie Tate & Sam Tate für „I’d Love to Be Your Last“ (Gretchen Wilson) - Kimberly Perry für „If I Die Young“ (The Band Perry) |
| 2012                 | Taylor Swift                                                |                        | Mean                                                           | Taylor Swift                                    | - Jim Collins & David Lee Murphy für „Are You Gonna Kiss Me Or Not“ (Thompson Square) - Dave Barnes für „God Gave Me You“ (Blake Shelton) - Casey Beathard, Monty Criswell & Ed Hill für „Just Fishin'“ (Trace Adkins) - Vince Gill, Amy Grant, Will Owsley & Dillan O’Brian für „Threaten Me with Heaven“ (Vince Gill) - Matraca Berg & Deana Carter für „You and Tequila“ (Kenny Chesney mit Grace Potter) |
| 2013                 | Josh Kear & Chris Tompkins                                  |                        | Blown Away                                                     | Carrie Underwood                                | - Philip Coleman & Ronnie Dunn für „Cost of Livin’“ (Ronnie Dunn) - Will Hoge & Eric Paslay für „Even If It Breaks Your Heart“ (Eli Young Band) - Jay Knowles & Adam Wright für „So You Don’t Have to Love Me Anymore“ (Alan Jackson) - Eric Church, Jeff Hyde & Ryan Tyndell für „Springsteen“ (Eric Church) |
| 2014                 | Shane McAnally, Kacey Musgraves & Josh Osborne              |                        | Merry Go ’Round                                                | Kacey Musgraves                                 | - Taylor Swift für „Begin Again“ (Taylor Swift) - Jessi Alexander, Connie Harrington & Jimmy Yeary für „I Drive Your Truck“ (Lee Brice) - Brandy Clark, Shane McAnally & Kacey Musgraves für „Mama’s Broken Heart“ (Miranda Lambert) - Jessi Alexander, Connie Harrington & Deric Ruttan für „Mine Would Be You“ (Blake Shelton) |
| 2015                 | Glen Campbell & Julian Raymond                              |                        | I’m Not Gonna Miss You                                         | Glen Campbell                                   | - Rodney Clawson, Luke Laird & Shane McAnally für „American Kids“ (Kenny Chesney) - Nicolle Galyon, Natalie Hemby & Miranda Lambert für „Automatic“ (Miranda Lambert) - Eric Church & Luke Laird für „Give Me Back My Hometown“ (Eric Church) - Tom Douglas, Jaren Johnston & Jeffrey Steele für „Meanwhile Back at Mama’s“ (Tim McGraw mit Faith Hill) |
| 2016                 | Hillary Lindsey, Lori McKenna & Liz Rose                    |                        | Girl Crush                                                     | Little Big Town                                 | - Hayes Carll für „Chances Are“ (Lee Ann Womack) - Barry Dean, Luke Laird & Jonathan Singleton für „Diamond Rings and Old Barstools“ (Tim McGraw) - Brandy Clark & Mark Stephen Jones für „Hold My Hand“ (Brandy Clark) - Chris Stapleton für „Traveller“ (Chris Stapleton) |
| 2017                 | Lori McKenna                                                |                        | Humble and Kind                                                | Tim McGraw                                      | - Clint Langenberg, Hillary Lindsey & Steven Lee Olsen für „Blue Ain’t Your Color“ (Keith Urban) - Sean Douglas, Thomas Rhett & Joe Spargur für „Die a Happy Man“ (Thomas Rhett) - Michael James Ryan Busbee & Maren Morris für „My Church“ (Maren Morris) - Miranda Lambert, Shane McAnally & Josh Osborne für „Vice“ (Miranda Lambert) |
| 2018                 | Mike Henderson & Chris Stapleton                            |                        | Broken Halos                                                   | Chris Stapleton                                 | - Taylor Swift für „Better Man“ (Little Big Town) - Zach Crowell, Sam Hunt, Shane McAnally & Josh Osborne für „Body Like a Back Road“ (Sam Hunt) - Jess Carson, Cameron Duddy, Shane McAnally, Josh Osborne & Mark Wystrach für „Drinkin’ Problem“ (Midland) - Jack Ingram, Miranda Lambert & Jon Randall für „Tin Man“ (Miranda Lambert) |
| 2019                 | Luke Laird, Shane McAnally & Kacey Musgraves                |                        | Space Cowboy                                                   | Kacey Musgraves                                 | - Jessie Jo Dillon, Chase McGill & Jon Nite für „Break Up in the End“ (Cole Swindell) - Tom Douglas, David Hodges & Maren Morris für „Dear Hate“ (Maren Morris mit Vince Gill) - Rhett Akins, Ross Copperman, Ashley Gorley & Ben Hayslip für „I Lived It“ (Blake Shelton) - Nicolle Galyon, Jordan Reynolds & Dan Smyers für „Tequila“ (Dan + Shay) - Hillary Lindsey, Chase McGill & Lori McKenna für „When Someone Stops Loving You“ (Little Big Town) |
| 2020 26. Januar 2020 | Brandi Carlile, Phil Hanseroth, Tim Hanseroth, Tanya Tucker | Tanya Tucker, 2019     | Bring My Flowers Now                                           | Tanya Tucker                                    | - Ashley McBryde (Autoren: Jeremy Bussey, Ashley McBryde) für Girl Goin’ Nowhere - Miranda Lambert (Autorinnen: Miranda Lambert, Hillary Lindsey, Lori McKenna, Liz Rose) für It All Comes Out in the Wash - Eric Church (Autoren: Eric Church, Clint Daniels, Jeff Hyde, Bobby Pinson) für Some of It - Dan + Shay (Autoren: Shay Mooney, Jordan Reynolds, Dan Smyers, Laura Veltz) für Speechless |
| 2021 14. März 2021   | Brandi Carlile, Natalie Hemby, Lori McKenna                 | Brandi Carlisle (2009) | Crowded Table                                                  | The Highwomen                                   | - Miranda Lambert (Autoren: Luke Dick, Natalie Hemby, Miranda Lambert) für Bluebird - Maren Morris (Autoren: Maren Morris, Jimmy Robbins, Laura Veltz) für The Bones - Ingrid Andress (Autoren: Ingrid Andress, Sam Ellis, Derrick Southerland) für More Hearts Than Mine - Old Dominion (Autoren: Jesse Frasure, Shane McAnally, Matthew Ramsey, Thomas Rhett) für Some People Do |
| 2022 3. April 2022   | Dave Cobb, J. T. Cure, Derek Mixon, Chris Stapleton         |                        | Cold                                                           | Chris Stapleton                                 | - Maren Morris (Autoren: Jessie Jo Dillon, Maren Morris, Jimmy Robbins, Laura Veltz) für Better Than We Found It - Kacey Musgraves (Autoren: Ian Fitchuk, Kacey Musgraves, Daniel Tashian) für Camera Roll - Thomas Rhett (Autoren: Zach Crowell, Ashley Gorley, Thomas Rhett) für Country Again - Walker Hayes (Autoren: Cameron Bartolini, Walker Hayes, Josh Jenkins, Shane Stevens) für Fancy Like - Mickey Guyton (Autoren: Mickey Guyton, Blake Hubbard, Jarrod Ingram, Parker Welling) für Remember Her Name                                                |
| 2023 5. Februar 2023 | Matt Rogers, Ben Stennis                                    |                        | ’Til You Can’t                                                 | Cody Johnson                                    | - Maren Morris (Autoren: Ryan Hurd, Julia Michaels, Maren Morris, Jimmy Robbins) für Circles Around This Town - Luke Combs (Autoren: Luke Combs, Drew Parker, Robert Williford) für Doin’ This - Taylor Swift (Autorinnen: Lori McKenna, Taylor Swift) für I Bet You Think About Me (Taylor’s Version) (From the Vault) - Miranda Lambert (Autoren: Jesse Frasure, Miranda Lambert) für If I Was a Cowboy - Willie Nelson (Autoren: Rodney Crowell, Chris Stapleton) für I’ll Love You Till the Day I Die                                                          |
| 2024 4. Februar 2024 | Chris Stapleton, Dan Wilson                                 | Chris Stapleton 2019   | White Horse                                                    | Chris Stapleton                                 | - Brandy Clark (Autorinnen: Brandy Clark, Jessie Jo Dillon) für Buried - Zach Bryan featuring Kacey Musgraves (Autoren: Zach Bryan, Kacey Musgraves) für I Remember Everything - Tyler Childers (Autoren: Tyler Childers, Geno Seale) für In Your Love - Morgan Wallen (Autoren: John Byron, Ashley Gorley, Jacob Kasher Hindlin, Ryan Vojtesak) für Last Night |
| 2025 2. Februar 2025 | Shane McAnally, Kacey Musgraves, Josh Osborne               |                        | The Architect                                                  | Kacey Musgraves                                 | - A Bar Song (Tipsy) von Shaboozey (Autoren: Sean Cook, Jerrel Jones, Joe Kent, Chibueze Collins Obinna, Nevin Sastry, Mark Williams) - I Am Not Okay von Jelly Roll (Autoren: Casey Brown, Jason DeFord, Ashley Gorley, Taylor Phillips) - I Had Some Help von Post Malone featuring Morgan Wallen (Autoren: Louis Bell, Ashley Gorley, Hoskins, Austin Post, Ernest Smith, Ryan Vojtesak, Morgan Wallen, Chandler Paul Walters) - Texas Hold ’Em von Beyoncé (Autoren: Brian Bates, Beyoncé, Elizabeth Lowell Boland, Megan Bülow, Nate Ferraro, Raphael Saadiq) |